# 王重陽
- 關於中國大陸男歌手，請見「王喆 (歌手)」。
- 關於武俠小說中的王重陽，請見「王重陽 (金庸)」。
- 關於清末民初政治人物，請見「王允卿」。
- 關於1954年出生的中央研究院院士，請見「王德威」。
- 關於其他人物，請見「王中孚”和“王世雄」。

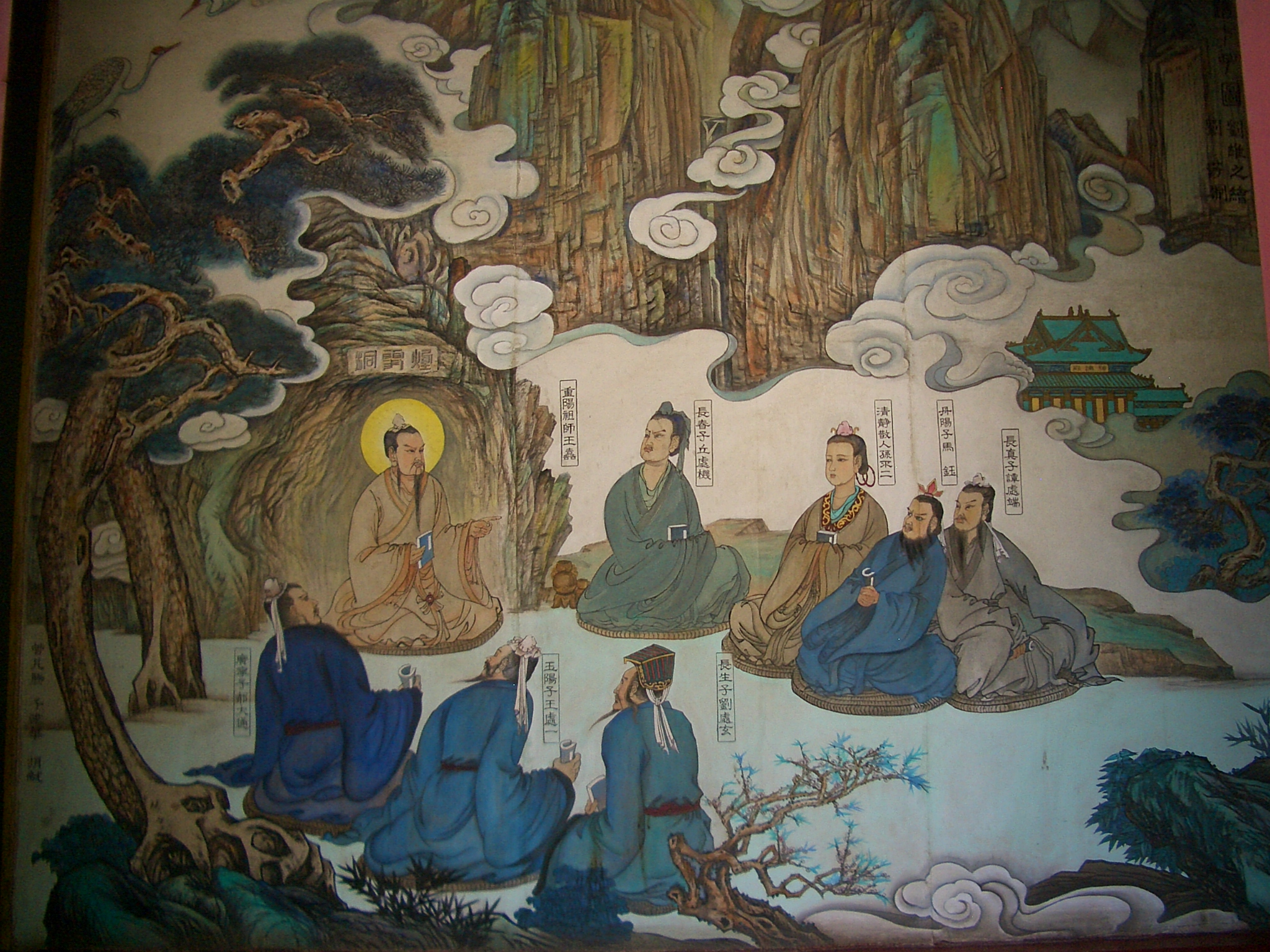
王重陽與北七真

王重陽（1113年1月11日—1170年1月22日），原名中孚，字允卿，本金朝諸生，後為武官，改名世雄，字德威。入道后改名嚞，一名喆，字知明，道号重阳子，故称王重阳，綽號王害疯，京兆咸阳大魏村（今屬陕西省咸阳市秦都区）人，道教全真派創始人，被尊为全真五祖之一，七個主要門人稱七真。元世祖封號「重陽全真開化真君」，元武宗加封「重陽全真開化輔極帝君」。
金庸武俠小說《射鵰英雄傳》、《神鵰俠侶》中，有關於王重陽的描述，作者將他描寫成武功最絕頂的高手之一，而且智慧超群。

## 生平
王重陽，宋徽宗政和二年壬辰十二月二十二日（1113年1月11日）出生於陝西咸陽大魏村，出身門閥。1125年金滅北宋，其後關中地區由傀儡政權劉齊管轄，王重陽想應試，進入咸陽府府學，成為諸生，後中甲科，一甲第一名，狀元。1137年金廢齊，不承認劉齊政權，廢棄系列敕封。1138年金舉行武舉，王重陽前往應試，中甲科，一甲第一名，武舉狀元，遂改名世雄，字德威。歷史上王重陽連中兩朝文武雙狀元，雖互不承認對方政權及文武舉，然亦屬王重陽創立全真道之文化根基，畢竟儒經通俗、道經晦澀，若無足夠中華文化根基，難以通透；還為後世金庸書中王重陽，中神通，華山論劍，獨敗天下無敵手之歷史原型。
金世宗大定十年庚寅正月初四（1170年1月22日）,王重陽於汴梁大朝元萬壽宮枕肱而逝。

### 入道
1159年6月，王重陽46歲，任甘河鎮酒監（徵收酒稅的小吏）時，時局動亂，頗不得意，難以挽天下於狂瀾，身心俱疲，遂自稱「王害風」。因傾心道教，遂生隱遁之心。一日醉遇二道者，或說是正陽真人鍾離權、純陽真人呂洞賓。他於是改名嚞，一名喆，字知明，道号重阳子。
1160年中秋過醴泉，自稱再遇道者「二人」，給他真言五篇。「二人」其實不是指兩個人，而是暗指「兩口」人，即「呂」。從此王重陽自稱其師呂洞賓。遇仙後，王重陽出家修道，拋妻棄子，隱居於終南山地區，隱居時又數次遇仙。
1161年在終南山南時村自鑿一穴，廣深丈餘，號活死人墓，獨居其內，還在內中焚香供奉自己的靈位，上寫「王害風之靈位」。後王重陽開始傳教，收納史處厚、嚴處常、趙抱淵等三數弟子。1163年，王重陽結束在活死人墓獨居，到終南山的劉蔣村與道友和玉蟾、李靈陽二人，結茅同處。
1164年又遇劉海蟾，得授「仙酌」，因此尊劉海蟾為師叔。

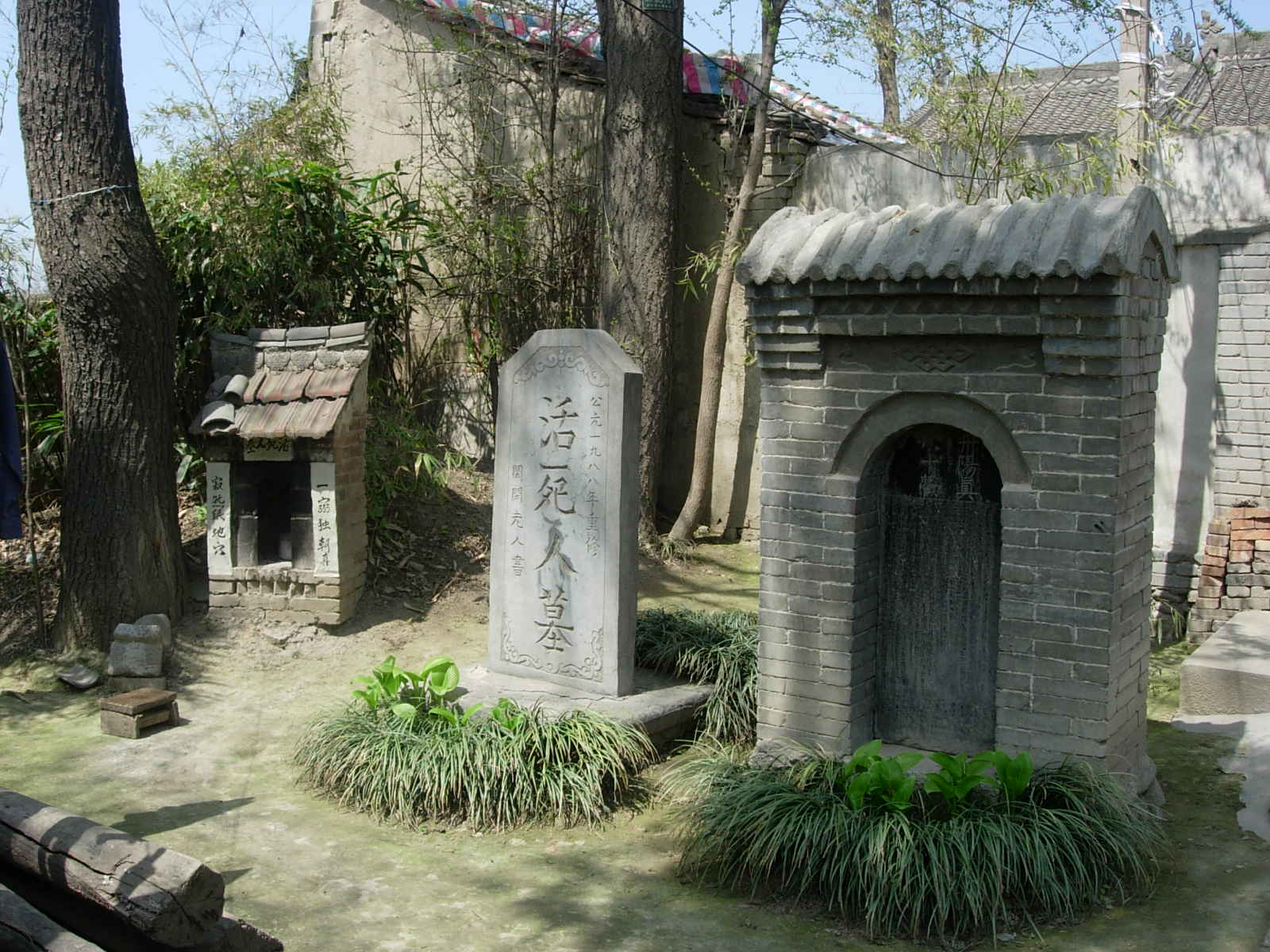
成道宮活死人墓

### 傳教
1167年，王重陽開始雲遊，意欲東遊海岸，與道友共赴蓬萊，並東遊傳教，但門人、道友無一願意隨他遠遊。他自焚茅庵，沿途乞化，經潼關、華山、洛邑、汴州、登州，到寧海州牟平縣，遇巨富馬丹陽及其妻孫不二。王重陽在馬氏南園建庵，題庵名「全真」。「全真」教名源於此。
王重陽成功吸收幾個虔誠的弟子，先後納丘處機、譚處端、馬丹陽、王處一、郝大通五人為徒。丘、譚二人聽聞王重陽寓居馬宅，請為弟子，求教皈依。馬丹陽在王重陽多方勸喻下，同意出家。王處一來遊適遇王重陽，亦願從待。
1168年初，王重陽帶領馬、譚、王、丘四人離開牟平縣城，到偏遠的文登縣昆嵛山煙霞洞隱居修煉。郝大通亦入山求為弟子，師徒六人建庵而居。
王重陽「誘化」幾個弟子後，開始教化一般信眾。隱居昆嵛山時，信徒日益增多，不斷前往向他問道，亦有信士送其子上山入道。為使更多人有機會聞道，師徒六人在昆嵛山居住六個月後，返回文登縣城，傳教重心轉變為「普化」大眾。
1168年8月至1169年10月，王重陽在宁海州、登州和萊州先後成立五個群眾傳教組織，以「會」為名，全真教稱「三州五會」，即寧海州文登縣「三教七寶會」、牟平縣「三教金蓮會」、登州福山縣「三教三光會」、蓬萊縣「三教玉華會」及萊州掖縣「三教平等會」。「會」有門堂、廊舍、水井，如同道庵，道友可在此論道修行。自此遠近風動，與會日千餘人。
1169年，王重陽收納孫不二、劉處玄為弟子，與馬丹陽等五人全真教合稱「七真」。是年，王處一、郝大通先後辭師隱居查山；孫不二到牟平縣三教金蓮會出家，王重陽到萊州時，劉處玄前往迎拜。自此馬丹陽、譚處端、劉處玄、丘處機四人一直追隨王重陽，是最親近的嫡系門人。

### 立嗣
1169年10月，王重陽帶馬丹陽等四門人西返關中，行到汴州開封府王氏旅邸，王體力不支，無法繼續西行，1170年正月初四，王重陽无疾而逝（羽化），享年五十八。臨終前指定「已得道」的馬丹陽為繼承人，管領其他弟子，發展其教。馬丹陽暫時將王葬於開封當地信徒的花圃，兩年後，遷葬回關中終南山劉蔣村故庵之侧。

## 思想
王重陽提倡儒、釋、道三教合一，三教同源，勸人讀佛門的《般若心經》、儒教的《孝經》，道家的《道德經》和《清静經》。人人可以求仙學道，七十歲學道也不遲，修道者的真師是自己的心神，類似禪宗人人本有佛性之說，如果慈悲、清淨，就可立刻頓悟。他吸收佛教禪宗，以打坐為修行方法，視酒色財氣為修道的大敵，主張不立文字，最好不由書面上的字義解釋道教玄理，以免受文字束縛。
重陽不重視過去道教的符籙、咒語、金丹。修道宗旨，應是清淨（無為）、真功、真行。「真功」就是存神固氣，保持清淨不動心，使身心安定。「真行」就是善行助人，積德，拯難貧苦有難，導人行善。他勸人修道，認為人生易逝，舊業難消，輪迴難避，不修道則下地獄，萬劫不復，出家修道則可脫離欲海，消盡業障，超脫輪迴，成仙升天。
教學上，重陽對弟子十分嚴厲，往往以誚罵捶楚的方式磨練，方法更甚佛教禪宗的「棒喝」，超出常人的理解，有信徒因難以忍受而散去。劉處玄即一度不堪其苦而逃遁，重陽羽化時未能立在床邊。

## 影響

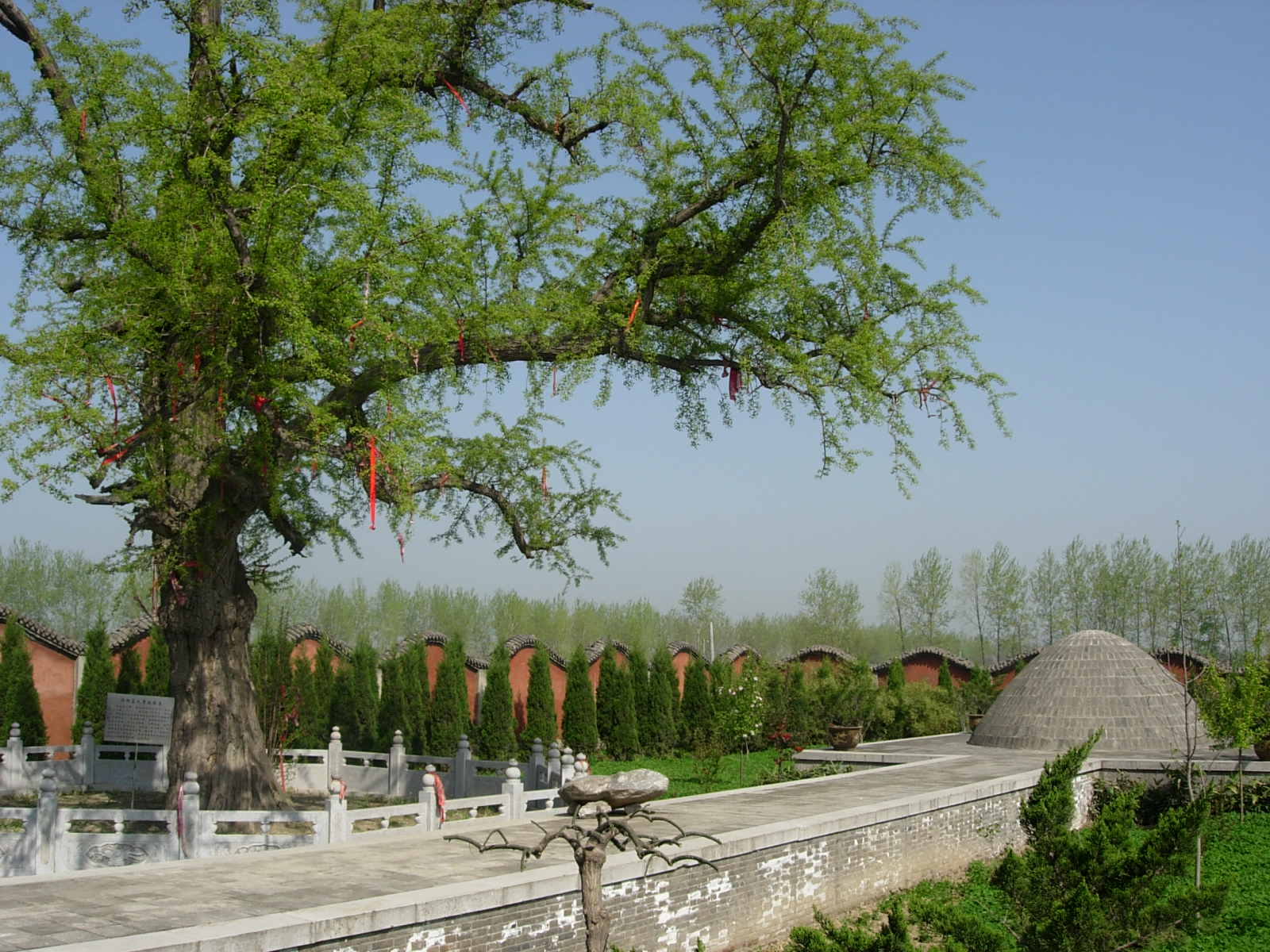
重陽宮王重陽墓

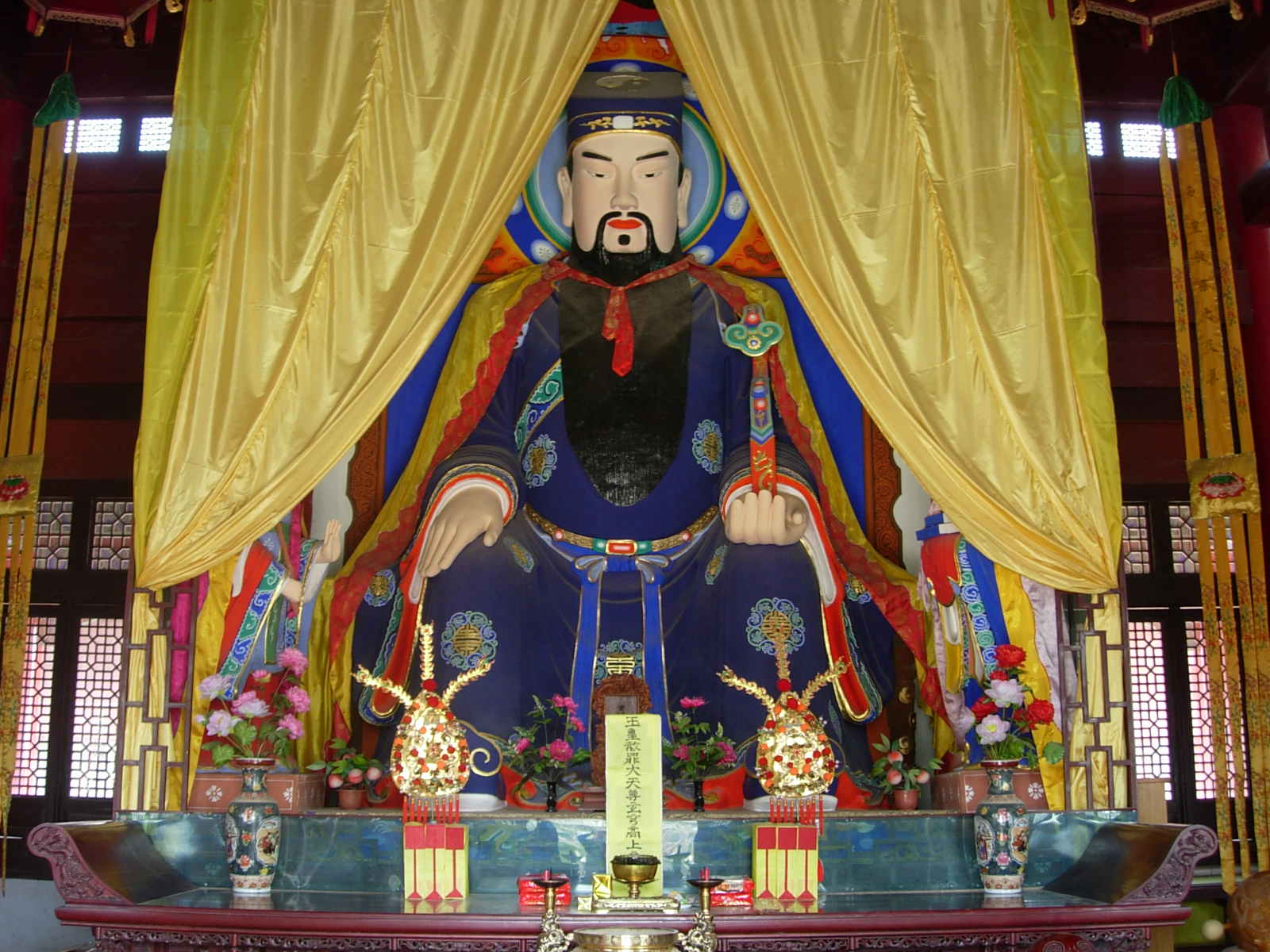
王重陽靈位

王重陽成立「三州五會」，信徒雲集，全真教開始風行山東半島，形成基層群眾組織。五會有一致的約束規矩，全真教興盛後，仍以五會為榜樣，在各地建會，向大眾傳佈全真教旨。
王重陽去世後，七真繼續傳教，四處活動，將全真教傳播到更多地區，僅僅十幾年，信徒和教團遍佈北方，在中國北方宗教中佔統治地位。經過王重陽和七真兩代大師的努力，全真教從無到有，從微小的民間修道會，發展成北方最大宗教組織，具有廣泛的群眾基礎，創造中國宗教史上一大奇跡。
全真教以王玄甫、鍾離權、呂洞賓、劉海蟾、王重陽為「全真五祖」。王重陽在元世祖至元六年（1269年）封為「重陽全真開化真君」，元武宗至大三年（1310年）封為「重陽全真開化輔極帝君」。

## 著作
王重陽詩詞文章輯為《重陽全真集》、《重陽教化集》、《分梨十化集》（均收入正統道藏）。
王重陽寓居馬丹陽宅時，以詩詞勸喻馬丹陽入道，馬丹陽亦作詩酬和，二人詩詞多達三百多首，多收入《分梨十化集》。